# Tibouchina strigosa
Tibouchina strigosa är en tvåhjärtbladig växtart som först beskrevs av Louis Claude Marie Richard, och fick sitt nu gällande namn av Célestin Alfred Cogniaux. Tibouchina strigosa ingår i släktet Tibouchina och familjen Melastomataceae. Inga underarter finns listade i Catalogue of Life.